# Académie Culinaire de France
Académie Culinaire de France, eller Franska Matlagningsakademin, grundades i Frankrike 1883 av Joseph Favre, en i Paris bosatt schweizisk apotekare med ett särskilt intresse för mat. Den gör anspråk på att vara världens äldsta förening för kockar och konditorer. Akademins medlemmar ägnar sig åt utvecklingen och utövningen av matlagningskonsten.  Akademin har avdelningar i Storbritannien, Förenta Staterna, Kanada, Japan, Australien och Beneluxländerna.
Medlemmarna består av kockar, konditorer och chokladierer som väljs in efter stränga kriterier. Akademins målsättningar är att:
- förfina den franska matlagningskonsten
- utveckla arbete utfört av medlemmar och andra framstående personer i de kulinariska miljöerna
- bevara den franska matlagningskonstens prestige och uppskattning i världen
- eliminera förfalskningar som nedvärderar den genuina franska matlagningen
- modernisera eller tidsanpassa den franska matlagningen
- att fortlöpande uppdatera "matlagningens encyclopedi"
- bilda vänskapsband med franska eller utländska matlagningsföreningar som har samma målsättningar